# ارتاج الشريان الأورطي بالبالون الإنعاشي
يعد ارتاج الشريان الأورطي بالبالون الإنعاشي (REBOA) إجراءً طفيف التوغل يجرى أثناء إنعاش مرضى الصدمات المصابين بجروح خطيرة. طور ارتاج الشريان الأورطي بالبالون الإنعاشي في الأصل كبديل أقل تداخلًا لشق الصدر الإنعاشي في حالات الطوارئ باستخدام لقط الأبهر، وينفذ للحصول على تحكم سريع في نزيف الجذع أو الوصل غير القابل للضغط. يجرى ارتاج الشريان الأورطي بالبالون الإنعاشي أولًا عن طريق الوصول إلى الشريان الفخذي المشترك (CFA) وتفعيل القسطرة داخل الشريان الأورطي. عند وضع القسطرة بنجاح، يمكن نفخ بالون مسدود إما داخل الشريان الأورطي الصدري النازل (المنطقة 1) أو الشريان الأورطي البطني تحت الكلوي (المنطقة 3). يوقف ارتاج الشريان الأورطي بالبالون الإنعاشي النزف في اتجاه مجرى الدم ويحسن مؤشر القلب، التروية الدماغية، ونضح الشريان التاجي. على الرغم من أن ارتاج الشريان الأورطي بالبالون الإنعاشي لا يلغي الحاجة إلى السيطرة النهائية على النزف، لكنه قد يكون بمثابة إجراء مؤقت أثناء الإنعاش الأولي. على الرغم من فوائد ارتاج الشريان الأورطي بالبالون الإنعاشي، هناك مخاطر إقفارية موضعية وجهازية كبيرة. إنشاء مؤشرات إجرائية موحدة لارتاج الشريان الأورطي بالبالون الإنعاشي والتخفيف من خطر الإصابة الإقفارية هي مواضيع تبقى قيد الدراسة والتدقيق. على الرغم من أن هذه التقنية قد نشرت بنجاح على المرضى البالغين، إلا أنها لم تدرس بعد على الأطفال.

## الاستخدامات الطبية

### الإصابات الرضية
ما تزال الصدمة النزفية الشديدة الناجمة عن الرضوض المؤلمة غير القابلة للضغط في مناطق الجذع والفقرات سببًا رئيسيًا للوفاة بين ضحايا الصدمات المدنية والعسكرية. على النقيض من النزف المحيطي الناجم عن إصابة الطرف، فإن الإصابات المؤلمة في الجذع ومناطق الوصلات لا يمكن تعديلها بالضغط المباشر أو استخدام العاصبة. نظرًا لأن نزيف الجذع غير القابل للضغط لا يمكن تعديله بالتدخلات الخارجية، فإن هذه الإصابات تشكل نحو 90% من الوفيات الناجمة عن استنزاف الدم. تتم إدارة النزف الشديد إما عن طريق الانصمام الوعائي أو التقنيات الجراحية للتحكم في الضرر مثل تعبئة البطن أو إزالة الأعضاء غير الأساسية. ومع ذلك، في المرضى الذين يعانون من صدمة نزفية حادة معرضين لخطر انهيار القلب والأوعية الدموية، يمكن إجراء بضع الصدر في حالات الطوارئ مع لقط الأبهر على الرغم من أن النتائج عادة ما تكون سيئة.

### تطوير ارتاج الشريان الأورطي بالبالون الإنعاشي
طورت تقنية ارتاج الشريان الأورطي بالبالون الإنعاشي كبديل سريع الانتشار وقليل التدخل الجراحي لشق الصدر في حالات الطوارئ مع التثبيت المتقاطع الأبهري. على الرغم من عدم وجود معايير إشارة واحدة لهذا الإجراء، لكنه يجرى عادةً للمرضى الذين يعانون من إصابات رضحية حادة أو مخترقة في الجذع مع نزيف حاد مقاوم لإنعاش منتج الدم. ينفذ ارتاج الشريان الأورطي بالبالون الإنعاشي عن طريق الوصول إلى الشريان الفخذي المشترك وإدخال قسطرة صغيرة داخل الأوعية الدموية مع بالون قابل للنفخ داخل الشريان الأورطي. عند تضخم البالون المغلق، يعاق تدفق الدم عبر الشريان الأبهر النازل إما جزئيًا أو كليًا، ما يؤدي لاحقًا إلى توقف النزيف في اتجاه مجرى الدم. يسمح تصميم القسطرة القابل للتعديل لبالون ارتاج الشريان الأورطي بتحديد موضع متغير للبالون المغلق داخل الشريان الأورطي بناءً على مصدر النزيف المشتبه به. إن وضع المنطقة 1 في الشريان الأورطي الصدري النازل يقلل من تدفق الدم أسفل الحجاب الحاجز ويقلل بشكل كبير من النزيف داخل البطن والحوض والأطراف السفلية. وبدلًا من ذلك، فإن وضع المنطقة 3 داخل الشريان الأورطي البطني النازل تحت الكلوية يقلل النزيف داخل الحوض والأطراف السفلية مع الحفاظ على إمدادات الدم داخل البطن. على الرغم من أن ارتاج الشريان الأورطي بالبالون الإنعاشي لا يحل محل الحاجة إلى الإدارة الجراحية النهائية، إلا أنه قد يكون بمثابة إجراء مؤقت عن طريق زيادة مؤشر القلب بشكل مؤقت للحفاظ على التروية الدماغية وعضلة القلب. مباشرة بعد نشر ارتاج الشريان الأورطي بالبالون الإنعاشي الناجح، يجب أخذ المرضى في الاعتبار للتدخل الجراحي الطارئ.